# Trichostomum portoricense
Trichostomum portoricense är en bladmossart som beskrevs av H. Crum och Steere 1956. Trichostomum portoricense ingår i släktet lansettmossor, och familjen Pottiaceae. Inga underarter finns listade i Catalogue of Life.